# Janina Czerniatowicz
Janina Czerniatowicz z domu Maculewicz (ur. 26 marca 1903 w Wilnie, zm. 26 grudnia 1997 w Warszawie) – polska historyk, filolog klasyczny, bibliotekarka. 

## Życiorys
Naukę szkolną rozpoczęła w Wilnie, kontynuowała w Petersburgu, Odessie, Płocku i Warszawie. Szkołę średnią ukończyła w 1922 r. w Warszawie. Tu w 1922 r. wyszła za oficera WP Józefa Leona Czerniatowicza (ppłk piechoty II RP, legionista). W 1924 r. podjęła studia w zakresie filologii klasycznej na Uniwersytecie Warszawskim. W 1933 r. uzyskała doktorat na podstawie rozprawy Komizm w twórczości Menandra (publikacja w 1934). W latach 1937–1939 pracowała w Bibliotece Uniwersytetu Stefana Batorego w Wilnie. Po zamknięciu Biblioteki w grudniu 1939 r. pracowała w Bibliotece Miejskiej oraz lekarskiej w Wilnie. W czasie wojny, od 1941 r. na polecenie Delegatury Rządu Polskiego w Londynie na Okręg Wileński podjęła pracę konspiracyjną w Urzędzie Pracy w Wilnie. W 1945 r. repatriowała się na krótko do Białegostoku, a następnie do Warszawy i rozpoczęła pracę w Bibliotece Uniwersyteckiej, następnie pracowała w Naczelnej Dyrekcji Bibliotek w Ministerstwie Oświaty. Po utworzeniu Państwowego Instytutu Książki (PIK) w Łodzi od 1948 do 1949 była jego pracowniczką oddelegowaną do pracy w Warszawie. Po likwidacji PIK w 1949 r. została zatrudniona w Bibliotece Narodowej, początkowo w Instytucie Bibliograficznym, gdzie zajmowała się bibliografią artykułów z czasopism. W 1951 r. została kierowniczką Działu Bibliografii Bieżącej Specjalnej, a od 1952 do 1972 r. (do emerytury) kierowała Zakładem Katalogów Centralnych. Zainicjowała wydawanie „Centralnego Katalogu Książek Zagranicznych. Nowe Nabytki w Bibliotekach Polskich” oraz „Centralnego Katalogu Bieżących Czasopism Zagranicznych”. W latach 1947–1952 prowadziła lektorat języka greckiego na Uniwersytecie Warszawskim, a od 1954 r. pracowała także w Zespole Odrodzenia Komitetu Historii Polskiej Akademii Nauk. W 1956 r. habilitowała się na Uniwersytecie Warszawskim na podstawie rozprawy Z dziejów grecystyki w Polsce w okresie Odrodzenia. W tym samym roku uzyskała tytuł docenta w Bibliotece Narodowej. 
Naukowo zajmowała się recepcją kultury greckiej w Rzeczypospolitej XVI i XVII w. oraz historią książki. W obu dyscyplinach miała znaczące osiągnięcia, dokumentowane w publikacjach. Publikowała na łamach czasopisma „Eos”, wydawanego przez Polskie Towarzystwo Filologiczne.
W ramach Stowarzyszenia Bibliotekarzy Polskich zorganizowała Komisję Katalogów Centralnych. W zakresie katalogów centralnych aktywnie współpracowała na forum międzynarodowym z IFLA.

## Wybrane publikacje (wg chronologii)
- Komizm w twórczości Menandra, napisała Janina Czerniatowicz, Varsoviae: Gebethner et Wolff 1934.
- Gebethner et Wolff 1934. Eurypides w komedii attyckiej. Wrocław 1953.
- Centralne katalogi ogólne w Polsce, ich sytuacja i perspektywy, Warszawa: Stowarzyszenie Bibliotekarzy Polskich 1961.
- Z dziejów grecystyki w Polsce w okresie Odrodzenia, Wrocław: Zakł. Nar. Im. Ossolińskich. – Wyd. PAN 1965.
- Recepcja poezji greckiej w Polsce w XVI–XVII wieku, Wrocław: Zakł. Nar. im. Ossolińskich – Wyd. PAN 1966.
- Niektóre problemy naukowe grecystyki w pracach biblistów polskich XVI i XVII w.: teksty greckie a polskie przekłady, Wrocław: Zakład Narodowy im. Ossolińskich 1969.
- Bibliografia filologii klasycznej w Polsce: dzieje, stan i problemy. Warszawa: Biblioteka Narodowa, 1970.
- Centralne Katalogi Wydawnictw Zagranicznych w Bibliotece Narodowej. „Rocznik Biblioteki Narodowej” 1970, R. 6, s. 387–405.
- Studia grecystyczne lekarzy w Polsce w XVI w. Warszawa 1972.
- Drukarstwo greckie w Polsce do połowy XVII w., Warszawa 1974.
- Książka grecka średniowieczna i renesansowa, Wrocław: „Ossolineum” 1976.
- (współautor: Czesław Mazur), Recepcja antyku chrześcijańskiego w Polsce: materiały bibliograficzne = De studiis antiquitatis christianae in Polonia vigentibus: materies bibliographica, t. 1: XV–XVIII w. = XV–XVIII saec., cz. 1: Autorzy i teksty = Auctores et opera, Lublin: Towarzystwo Naukowe Katolickiego Uniwersytetu Lubelskiego 1978.
- (współautor: Czesław Mazur), Recepcja antyku chrześcijańskiego w Polsce = De studiis antiguitatis christianae in Polonia vigentibus: materies bibliographica: materiały bibliograficzne, t. 1: XV–XVIII w., cz. 2: Problemy doktrynalne i historia wczesnego chrześcijaństwa, Lublin: Towarzystwo Naukowe Katolickiego Uniwersytetu Lubelskiego 1983.
- Corpusculum poesis Polono-Graecae saeculorum XVI–XVII: (1531–1648), coll., ed., praef. instruxit, annot. illustravit Janina Czerniatowicz, Wrocław: Zakład Narodowy im. Ossolińskich 1991[5].

## Ordery i odznaczenia
- Krzyż Kawalerski Orderu Odrodzenia Polski (1968)[6]
- Medal 10-lecia Polski Ludowej (19 stycznia 1955)[7]